# Saint-Agnant-près-Crocq
Saint-Agnant-près-Crocq is een gemeente in het Franse departement Creuse (regio Nouvelle-Aquitaine) en telt 199 inwoners (1999). De plaats maakt deel uit van het arrondissement Aubusson.

## Geografie
De oppervlakte van Saint-Agnant-près-Crocq bedraagt 26,1 km², de bevolkingsdichtheid is 7,6 inwoners per km².

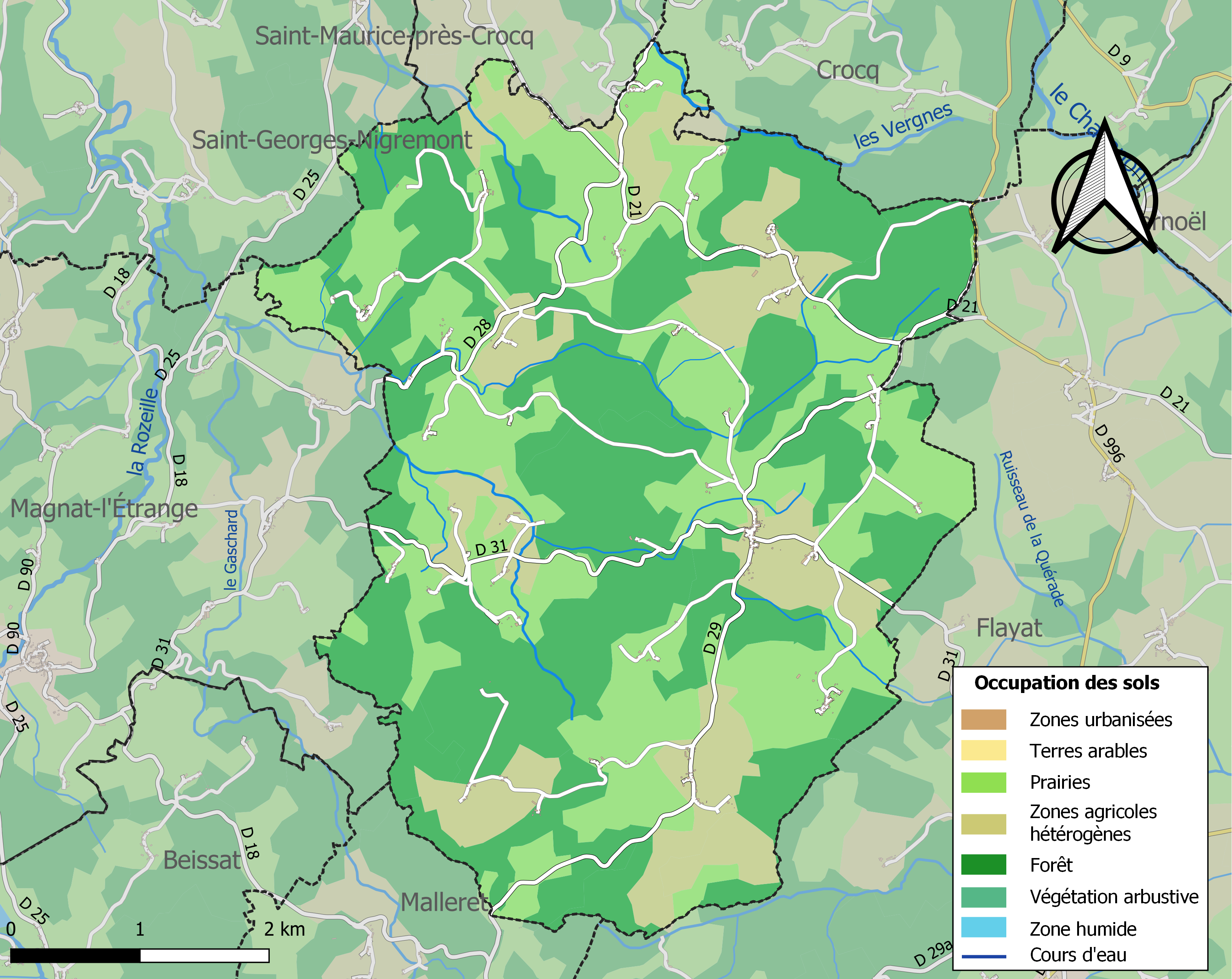
Kaart van de gemeente met de belangrijkste infrastructuur, bodemgebruik en omliggende gemeenten

## Demografie
Onderstaande figuur toont het verloop van het inwonertal (bron: INSEE-tellingen).